# Zustandsgleichung von Birch-Murnaghan
Die beiden Zustandsgleichungen nach Murnaghan und nach Birch (benannt nach Francis Murnaghan und Albert Francis Birch) beschreiben die Beziehung zwischen dem Volumen {\displaystyle V} eines Festkörpers und dem auf ihn wirkenden äußeren hydrostatischen Druck {\displaystyle p}.

## Zustandsgleichung nach Murnaghan
Die Zustandsgleichung nach Murnaghan lautet:
{\displaystyle p={\frac {K_{0}}{K_{0}'}}\left[\left({\frac {V_{0}}{V}}\right)^{K_{0}'}-1\right]}
{\displaystyle \Leftrightarrow V=V_{0}\cdot \left[{\frac {K_{0}'}{K_{0}}}p+1\right]^{-{\frac {1}{K_{0}'}}}}
mit
- dem Volumen {\displaystyle V_{0}} des Festkörpers bei einem Druck von 0 GPa
- dem Kompressionsmodul {\displaystyle K_{0}} bei einem Druck von 0 GPa:

{\displaystyle K_{0}=-V\left.{\frac {\partial p}{\partial V}}\right|_{p=0\,\mathrm {GPa} }}
- der ersten Ableitung {\displaystyle K_{0}'} des Kompressionsmoduls nach dem Druck bei einem Druck von 0 GPa:

{\displaystyle K_{0}'=\left.{\frac {\partial K}{\partial p}}\right|_{p=0\,\mathrm {GPa} }}.
Man erhält diese Zustandsgleichung, wenn man Murnaghans folgende Annahmen integriert:
- der Kompressionsmodul eines Festkörpers nimmt linear zu mit dem auf ihn wirkenden Druck:

{\displaystyle K(p)=K_{0}+p\,K_{0}'}
- die Größe {\displaystyle K_{0}'} hängt nicht vom Druck ab.

## Zustandsgleichung nach Birch(-Murnaghan)
Einen anderen Weg, das Verhalten von kondensierter Materie unter Druck zu beschreiben, wurde von Francis Birch eingeschlagen. Er ging davon aus, dass nach den Maxwell-Relationen ein Zusammenhang zwischen dem Druck {\displaystyle p} und der freien Energie {\displaystyle F} besteht:
{\displaystyle p=\left({\frac {\partial F}{\partial V}}\right)_{T}}
Birch stellte die freie Energie eines Festkörpers als Reihenentwicklung dar:
{\displaystyle F=\sum _{n=1}^{\infty }a_{n}\epsilon ^{n}}
Hier sind
- {\displaystyle a_{n}} druckabhängige Koeffizienten
- {\displaystyle \epsilon ^{n}} ist die Eulersche Dehnung.

{\displaystyle \epsilon ={\frac {1}{2}}\left[1-\left({\frac {V}{V_{0}}}\right)^{-{\frac {2}{3}}}\right]}
Nach einer Reihenentwicklung, deren Darstellung in diesem Rahmen zu weit führen würde, erhält man die Zustandsgleichung nach Birch:
{\displaystyle p={\frac {3}{2}}K_{0}\left[\left({\frac {V}{V_{0}}}\right)^{-{\frac {7}{3}}}-\left({\frac {V}{V_{0}}}\right)^{-{\frac {5}{3}}}\right]\left[1+{\frac {3}{4}}\left(K_{0}'-1\right)\left[\left({\frac {V}{V_{0}}}\right)^{-{\frac {2}{3}}}-1\right]\right]}
Es hat sich mittlerweile eingebürgert, diese Gleichung als Zustandsgleichung nach Birch-Murnaghan zu bezeichnen, auch wenn der Ansatz von Birch mit dem Ansatz von Murnaghan nichts gemein hat.